# Literaturpreis der Reichshauptstadt Berlin
Der Literaturpreis der Reichshauptstadt Berlin wurde von 1935 bis 1940 vergeben und vom damaligen Oberbürgermeister Berlins, Heinrich Sahm, gestiftet.
Dem parteilosen Sahm war bereits ab März 1933 der als Staatskommissar fungierende Nationalsozialist Julius Lippert beigeordnet worden, um seine Befugnisse einzuschränken. Der Literaturpreis wurde von Sahms NS-Nachfolgern im Amt aufrechterhalten.

## Kriterien
Der Preis hatte reichsweit Bedeutung und richtete sich dezidiert an Schriftsteller, die seinerzeit zu den Vertretern des so bezeichneten „jungen deutschen Schrifttums“ gerechnet wurden. Damit waren völkisch bzw. nordisch-germanisch orientierte Autoren gemeint, deren Werk dies widerspiegelte.
Das Auswahlverfahren beruhte auf Bewerbungen, die jeder deutschsprachige Schriftsteller einreichen konnte, welcher der Reichsschrifttumskammer (RSK) angehörte. Voraussetzung für die Mitgliedschaft in der RSK war neben dem „Ariernachweis“ eine Prüfung von Autor und Werk im Hinblick auf eine Konformität mit der NS-Ideologie.
Das nominierte Werk musste in den drei Jahren vor der jeweiligen Verleihung gedruckt erschienen sein, durfte zu den Genres Drama, Lyrik oder Roman gehören, aber noch nicht ausgezeichnet worden sein.
Die Jury konnte zudem sachverständige Persönlichkeiten berufen, um „geeignete Vorschläge von Werken zu machen, die einer Ehrung würdig“ seien.

## Verfahren
Die Verleihung des Literaturpreises sollte als erster, zweiter und dritter Preis gestaffelt an je drei Preisträger erfolgen. Sie fand jeweils im Folgejahr statt, so dass sich beispielsweise die erste Verleihung 1935 auf das Jahr 1934 bezog. Sie sollte jährlich um den 1. Mai, den „nationalen Feiertag des deutschen Volkes“, durchgeführt werden. Ausnahmen bildeten die Vergabe für 1936, deren Verleihung aus Anlass der 7. Berliner Dichterwoche vom 1. bis 6. März 1937 „im Rahmen einer Morgenfeier“ erfolgte und die Vergabe für 1940, die am 19. Januar 1941 durchgeführt wurde. Für das Jahr 1938 wurde die Verleihung ausgesetzt, weil die Jury keine geeigneten Preisträger zu bestimmen vermochte.

## Dotation
Dotiert war der Preis mit 10.000 Reichsmark, die auf die drei Preisträger in Abstufungen zu 5.000, 3.000 und 2.000 RM verteilt wurden. Überreicht wurden eine personalisierte Urkunde und ein Lorbeerkranz.
Für den Fall, dass der Preis in einem Jahr „mangels einer Persönlichkeit, der er zuerkannt werden“ konnte, nicht vergeben wurde (1938), galt die Regelung, dass der demzufolge nicht ausgezahlte Betrag im Folgejahr oder den Folgejahren zur Erhöhung verwendet werden sollte. Ob dies für 1939 und 1940 so ausgeführt wurde, lässt sich heute nicht mehr verifizieren, daher sind in der unten genannten Auflistung diese Angaben offen.

## Jury
Das Auswahl- und Entscheidungsgremium bestand aus neun Personen. Es setzte sich zu zwei Dritteln aus politischen Funktionären zusammen, erst überwiegend und bald ausschließlich durch Nationalsozialisten: drei städtische Funktionäre, vier hohe staatliche Funktionsträger und zwei von der Reichsschrifttumskammer (RSK) benannte Schriftsteller.
- Oberbürgermeister (1935: Heinrich Sahm, parteilos; 1935 bis 1937: Oskar Maretzky, parteilos; 1937–1940: Julius Lippert, NSDAP; ab 1940: Ludwig Steeg, NSDAP)
- Stadtpräsident: (1937–1940: Julius Lippert)
- Beigeordneter für das Kunst- und Bildungswesen der Reichshauptstadt
- Reichsminister für Wissenschaft, Erziehung und Volksbildung: Bernhard Rust
- Reichsminister für Volksaufklärung und Propaganda: Joseph Goebbels
- NSDAP-Reichsleiter für Schrifttumsfragen: Alfred Rosenberg, Johann Gerhard „Hans“ Hagemeyer
- Präsident der Reichsschrifttumskammer (1935: Hans Friedrich Blunck, danach Hanns Johst)
- Zwei Schriftsteller, die jährlich durch den Präsidenten der Reichsschrifttumskammer benannt wurden. Sie sollten Vertreter des „jungen deutschen Schrifttums“ sein. Im Jahr 1935 wurden Werner Beumelburg und Goetz Otto Stoffregen (1896–1953) benannt.[6]

Über den 1936 zum zweiten Mal verliehenen Literaturpreis schrieb der Völkische Beobachter: „Wieder wie im vergangenen Jahre haben die Preisrichter nicht nach dem Gesichtspunkt lokaler Verbindung zur Stadt Berlin ausgewählt, sondern auch nach dem Maßstab ihrer künstlerischen und kulturpolitischen Bedeutung entschieden.“

## Preisträger
- 1935: 5.000 RM an Martin Luserke für Hasko;[8] 3.000 RM an Werner Beumelburg für Mont Royal;[9] 2.000 RM an Rudolf Paulsen für Das festliche Wort
- 1936: 5.000 RM an Heinrich Zillich für Zwischen Grenzen und Zeiten; 3.000 RM an Johannes Linke für Der Baum; 2.000 RM an Carl von Bremen (1905–1941) für Die Schifferwiege
- 1937: 5.000 RM an Wilhelm Pleyer für Die Brüder Tommahans;[10][11] 3.000 RM an Erhard Wittek für Bewährung der Herzen; 2.000 RM an Herybert Menzel für Gedichte der Kameradschaft[12]
- 1938: keine Preisträger bestimmt
- 1939: Joachim von der Goltz für Einst auf der Lorettohöhe;[13] Franz Tumler für Der Soldateneid;[14][15][16] Ernst Moritz Mungenast für Der Zauberer Muszot
- 1940: Kurt Kluge für Die Zaubergeige;[17] Friedrich Griese für Die Weißköpfe; Herbert von Hoerner für Der Graue Reiter

## Hintergrund
Am 1. Juli 1937 überschritt Hitlers Mein Kampf die Auflage von 3 Millionen Exemplaren, vom Völkischen Beobachter als „Buch des ganzen Volkes“ gefeiert. Zur schönen Literatur zählt das Werk allerdings nicht. Am 3. September 1937 ließ der Berliner Buchhandel verlauten, dass der 1912 erschienene Jugendroman von Waldemar Bonsels Die Biene Maja und ihre Abenteuer die höchste Auflage innerhalb der Belletristik erzielt habe. Damit überrundete dieses Werk in jenem Jahr sogar Karl Mays Winnetou.